# Piano e Viola
Piano e Viola é o oitavo álbum de estúdio do cantor, compositor e instrumentista brasileiro Taiguara, lançado no Brasil em 1972, pela gravadora Odeon.
Foi relançado no formato de CD em 1997 pela gravadora EMI na série "Portfolio", em conjunto com os dois álbuns anteriores da carreira de Taiguara, Viagem (1970) e Carne e Osso (1971).

## Faixas
Todas as faixas escritas e compostas por Taiguara. 
| Lado A |                        |         |  |
| N.º    | Título                 | Duração |  |
| 1.     | "Teu Sonho Não Acabou" | 3:10    |  |
| 2.     | "O Trôco"              | 1:40    |  |
| 3.     | "Manhã de Londres"     | 3:34    |  |
| 4.     | "Luzes"                | 2:18    |  |
| 5.     | "Pros Filhos do Zé"    | 2:11    |  |
| 6.     | "Rua dos Inglêses"     | 3:37    |  |

| Lado B |                   |         |  |
| N.º    | Título            | Duração |  |
| 7.     | "Piano e Viola"   | 3:15    |  |
| 8.     | "Mudou"           | 3:13    |  |
| 9.     | "Prá Laetítia"    | 3:10    |  |
| 10.    | "A Flor na Areia" | 2:29    |  |
| 11.    | "Eronita e Eu"    | 2:04    |  |
| 12.    | "Homem"           | 2:11    |  |

## Equipe

### Músicos
- Taiguara - voz, piano, teclado
- Zé Menezes - viola
- Oswaldo Damião - baixo
- Lula Nascimento - bateria
- Chiquito Braga - guitarra elétrica
- Eduardo Souto Neto - arranjo para orquestra nas faixas 1,2,4-7,9,11 e 12
- Lindolfo Gaya - arranjo para orquestra nas faixas 3,8,10

### Produção de Estúdio
- Joel Cocchiararo - design
- Lindolfo Gaya - direção musical
- Nivaldo Duarte - técnico de gravação
- Dinand - fotografias
- Milton Miranda - produção
- Z. J. Merky - diretor técnico